# Al-Amal
al-Amal（アル・アマル、アラビア語: الأمل、"希望"の意）、もしくはHope（ホープ）は、アラブ首長国連邦（UAE）の火星探査機。"Hope Probe"（ホープ・プローブ、阿: مسبار الأمل）と表現されることもある。
UAE構成国の一つドバイ首長国の政府宇宙機関であるMBRSCが、UAEの建国50周年を記念し2021年の火星到達を目指して計画、開発を行い、2020年7月に打ち上げられた。ミッション全体の名称は、Emirates Mars Mission（エミレーツ・マーズ・ミッション）と表現される。

## 概要
日本時間の2020年7月20日に日本の種子島宇宙センターからH-IIAロケット42号機で打ち上げられ、2021年2月9日に火星周回軌道に入った。
探査機を火星周回軌道へ投入することに成功したのは、米国、ソ連(ロシア)、欧州、インドに次いで5番目で、中東・アラブ諸国では初の偉業となる。
ホープは5月には、火星の周回軌道上からの観測を開始し、気象、大気散逸、固体についての火星総合探査を予定するとなっている。特に、下層大気の本格的な観測は初となる。
火星がなぜ死の惑星になったのかという長年の謎の究明に挑む。

## 構造
重量1.5トンのアルミニウム・ハニカム構造の六角柱状をしていて探査機としては比較的オーソドックスな600ワットの発電出力の3枚の展開式太陽電池パドルを装備する。奇をてらわずに堅実に手堅くまとめた仕様であるといえる。
- 全長：2.9メートル
- 幅：2.37メートル
- 構造：軽量アルミニウム・ハニカム
- 重量：1500キログラム
- 電源：3枚の展開式太陽電池パドル
- 電気出力：600ワット
- 通信
  - 1.5メートルの高利得アンテナ
  - 無指向性の低利得アンテナ
- 誘導スタートラッカー
- 太陽センサ
- 姿勢制御：推力5ニュートン化学スラスター×8基から12基
- 3軸姿勢制御用リアクションホイール
- 推進系：推力120ニュートン化学スラスター×4基から6基

推進器は推力120ニュートンのスラスターを4基から6基搭載する予定で冗長性を確保する狙いがあると想定される。

## 予定される観測項目
搭載される観測装置は日本がかつて火星探査に挑んだのぞみでは500キログラムの機体に14台の観測機器を搭載していたのとは対照的に3台に絞り込んでいる。
- Emirates eXploration Imager（EXI）

高解像度のカラー画像撮影や、火星大気中の氷や砂塵、オゾンの観測を実施予定
- Emirates Mars Ultraviolet Spectrometer（EMUS）

紫外線を利用して、火星全体の上層大気からの酸素や水素の離脱の過程を観測予定
- Emirates Mars InfraRed Spectrometer（EMIRS）

赤外線を利用して、火星大気の温度分布だけでなく、氷、水蒸気、塵を観測予定

## 歴史
- 2020年4月20日 - 打ち上げ地である日本への輸送が開始された[13]。
- 2020年5月18日 - 三菱重工が7月15日（予備期間8月13日まで）に打ち上げる計画を発表した[7]。
- 2020年7月20日 - 日本時間午前6時58分14秒に種子島宇宙センターから打ち上げられた。[1][2]
- 2021年2月9日夜（日本時間10日未明） - 火星周回軌道投入[10]。
- 2021年2月11日5時36分 (JST) - アラブの探査機としては初の火星画像を撮影[14]。2月14日に公開された。